# Коровина, Марина Александровна
Мари́на Алекса́ндровна Коровина (род. 16 августа 1984, пгт Верхние Серги, Нижнесергинский район, Свердловская область, РСФСР, СССР) — российская биатлонистка. Мастер спорта России международного класса.

## Спортивная карьера
Занималась лыжными гонками, с 2007 перешла в биатлон.

### Чемпионаты России
| Год  | Инд | Ком | Суп Пр | См | Суп Спр | Пат гон | Спр | Пр | Мар | Эст | МС |
| ---- | --- | --- | ------ | -- | ------- | ------- | --- | -- | --- | --- | -- |
| 2013 |     |     |        | 4  |         |         | 13  | 16 | 9   | 9   | 1  |
| 2012 | 18  |     |        |    |         |         | 7** | 6  | 4   | 1   | 11 |
| 2011 | 32  | 2   | 7      | 10 | 15      | 2       | 7   | 17 | 10  | 1   | 15 |
| 2010 | 20  | 3   | 4      | 5  | 17      | 1       | 33  | 23 | 27  | 7   | 27 |

— — гонка не проводилась
 ·  — спортсмен не участвовал в этой гонке
** — в сезоне 2012 вместо спринта в марте на ЧР в Увате проводилась индивидуальная гонка

### Карьера в Кубке IBU
Сезон 2011—2012
- 7 января 2012 года дебютировала в индивидуальной гонке — 15 место.

Подиумов = 8 ( x 5 +  x 1 +  x 2)
Подиумов в эстафетах = 1 ( x 1 +  x 0 +  x 0)

### Карьера в Кубке мира
- Дебютировала на этапе кубка мира 2011-12 в Ханты-Мансийске, показав 33-й результат.
- В гонке преследования установила личный рекорд — 24 место.
- Рекорд был улучшен в первой гонке сезона 2012/13 — 18 место (индивидуальная гонка, Остерсунд).
- Следующее улучшение произошло уже в следующей гонке — 12 место, спринт.

| 2012/13 Итоги | 2012/13 Итоги | Эстерсунд | Эстерсунд | Эстерсунд | Эстерсунд | Хохфильцен | Хохфильцен | Хохфильцен | Поклюка | Поклюка | Поклюка | Оберхоф | Оберхоф | Оберхоф | Рупольдинг | Рупольдинг | Рупольдинг | Антхольц | Антхольц | Антхольц | ЧМ Нове-Место | ЧМ Нове-Место | ЧМ Нове-Место | ЧМ Нове-Место | ЧМ Нове-Место | ЧМ Нове-Место | Холменколлен | Холменколлен | Холменколлен | Сочи | Сочи | Сочи | Ханты-Мансийск | Ханты-Мансийск | Ханты-Мансийск |
| Очков         | Место         | См        | Инд       | Спр       | Пр        | Спр        | Пр         | Эст        | Спр     | Пр      | МС      | Эст     | Спр     | Пр      | Эст        | Спр        | МС         | Спр      | Пр       | Эст      | См            | Спр           | Пр            | Инд           | Эст           | МС            | Спр          | Пр           | МС           | Инд  | Спр  | Эст  | Спр            | Пр             | МС             |
| 91            | 52            | —         | 18        | 12        | 15        | 69         | —          | —          | —       | —       | —       | —       | 28      | 45      | —          | 54         | —          | 70       | —        | —        | —             | —             | —             | —             | —             | —             | 88           | —            | —            | —    | —    | —    | —              | —              | —              |

| 2011/12 Итоги | 2011/12 Итоги | Эстерсунд | Эстерсунд | Эстерсунд | Хохфильцен | Хохфильцен | Хохфильцен | Хохфильцен | Хохфильцен | Хохфильцен | Оберхоф | Оберхоф | Оберхоф | Нове-Место | Нове-Место | Нове-Место | Антхольц | Антхольц | Антхольц | Холменколлен | Холменколлен | Холменколлен | Контиолахти | Контиолахти | Контиолахти | ЧМ Рупольдинг | ЧМ Рупольдинг | ЧМ Рупольдинг | ЧМ Рупольдинг | ЧМ Рупольдинг | ЧМ Рупольдинг | Ханты-Мансийск | Ханты-Мансийск | Ханты-Мансийск |
| Очков         | Место         | Инд       | Спр       | Пр        | Спр        | Пр         | Эст        | Спр        | Пр         | См         | Эст     | Спр     | МС      | Инд        | Спр        | Пр         | Спр      | МС       | Эст      | Спр          | Пр           | МС           | Спр         | Пр          | См          | См            | Спр           | Пр            | Инд           | Эст           | МС            | Спр            | Пр             | МС             |
| 25            | 69            | —         | —         | —         | —          | —          | —          | —          | —          | —          | —       | —       | —       | —          | —          | —          | —        | —        | —        | —            | —            | —            | —           | —           | —           | —             | —             | —             | —             | —             | —             | 33             | 24             | —              |

## Награды и звания
- Мастер спорта России международного класса[5]